# Jeremy Harris
Jeremy Harris (Los Angeles, 26 aprile 1991) è un giocatore di football americano statunitense che milita nel ruolo di cornerback per i Winnipeg Blue Bombers della Canadian Football League (CFL). Al college ha giocato a football all’Università statale del New Mexico.

## Carriera

### Jacksonville Jaguars
Harris fu scelto nel corso del settimo giro del Draft NFL 2013 (208º assoluto) dai Jacksonville Jaguars. Il 25 agosto 2013, Harris fu inserito in lista infortunati e fu costretto a saltare la sua stagione da rookie. Debuttò come professionista nella settimana 1 della stagione 2014 subentrando contro i Philadelphia Eagles, concludendo l'annata con cinque tackle in sei presenze.